# Für alle
Chansons représentant l'Allemagne au Concours Eurovision de la chanson
Aufrecht geh'n
(1984) Über die Brücke geh'n
(1986)
Für alle est la chanson représentant l'Allemagne au Concours Eurovision de la chanson 1985 à Göteborg. Elle est interprétée par le groupe Wind.

## Histoire
Les paroles et la musique sont de Hanne Haller qui fait aussi la production avec Bernd Meinunger et Werner Schüler. La chanson est pop et schlager sur un fond électronique et dont le refrain a un rythme influencé par le reggae. Elle parle de l'union des peuples.
Lors du concours, Wind passe en dixième position. La chanson finit deuxième du concours avec un total de 105 points.
La chanson atteint la 18e place des ventes en Allemagne, la 22e en Autriche ainsi que la 16e en Belgique et le 19e en Suède. Elle fait l'objet de versions en  anglais (For Everyone), en français (Pour tout le monde) et en suédois (Så många människor, adaptation de Monica Forsberg).
Wind donne le nom de Für alle aussi à son premier album.

## Source de la traduction
- (de) Cet article est partiellement ou en totalité issu de l’article de Wikipédia en allemand intitulé « Für alle » (voir la liste des auteurs).